# 庫班人民共和國
庫班人民共和國是位於現在庫班地區，由哥薩克人建國的國家。庫班是反布爾什維克的共和國，在俄國內戰中不敵共產主義政權而滅亡。1918年1月28日，庫班的政府機構庫班拉達（庫班議會）宣佈建立，同年2月16日，庫班宣佈獨立。庫班人民共和國擁有俄羅斯帝國時期庫班省的全部領土。

## 歷史

### 背景
俄羅斯帝國時期，庫班地區是库班哥萨克的領地。和許多其他類似省分一樣，庫班的人口構成的俄羅斯政府的直轄地有所不同。西部和中部地區有很多于1792年自烏克蘭遷移過來的黑海哥薩克的子孫居住。在南部和北部，則頓河哥薩克的子孫，高加索防衛線哥薩克占了人口的相當比例。
在歷史上，庫班哥薩克軍曾擔任保護俄羅斯國境的任務，對抗中亞山岳居民的侵擾。山岳民族的襲擊是長達60年，持續至1860年的高加索戰爭的直接起因。庫班哥薩克軍在長期的戰爭中為俄羅斯帝國陸軍輸送了大量兵力。另外，沙皇的個人護衛中也有人是庫班哥薩克軍。作為對他們忠誠心的報答，庫班哥薩克軍享有免稅等各種特權，其半獨立的地位得到了保障。他們過著軍事化的生活，其社會生活的核心是哥薩克村等哥薩克傳統社會組織，並且還享有地區的阿塔曼及指揮官的選舉等眾多自治權。
然而在亞歷山大二世的治世時期，和平的庫班地區作為投資對象地得到了重視。許多俄羅斯、亞美尼亞、烏克蘭的農民大規模移居至庫班。土地所有權問題使得農民和哥薩克之間常有大規模的摩擦，然而當時國家經常保護移民一方的權益。

### 二月革命
在彼得格勒，于二月革命成立的臨時政府決定繼續參加第一次世界大戰。軍隊的反戰氣氛日漸高漲，對這一決定失望的庫班哥薩克人部隊紛紛逃離前線，爲了保護受到奧斯曼帝國自南部入侵威脅的家鄉而回到了故鄉。
在俄羅斯帝國時期，庫班由沙皇直接任命的阿塔曼進行直接統治。任命的阿塔曼多是非哥薩克人且具有經驗的將軍。二月革命后，沙皇尼古拉二世退位，庫班的拉達（相當于議會）迅速于1917年3月宣佈其是庫班唯一的行政機構，并創建了統治庫班全境的軍事政府。同年6月17日，庫班宣佈在俄羅斯民主共和國的框架內，新建立庫班人民共和國。

### 庫班共和國的獨立
布爾什維克發動十月革命顛覆俄羅斯共和國之後，庫班各派別對將來的看法產生了分歧。大多數非哥薩克農民都被布爾什維克政權和庫班蘇維埃共和國所打動。1918年2月16日，拉達宣佈庫班人民共和國從俄羅斯獨立。
1918年3月，拉夫爾·科爾尼洛夫指揮的志願軍擊敗了紅軍，庫班拉達重新建立，并加入了白軍陣營。在過去忠誠于俄羅斯帝國的哥薩克也開始支持白軍派勢力。志願軍在消滅庫班的布爾什維克勢力之後，很快就向北進軍至頓河共和國的領域。
戰線的擴大給拉達帶來很大影響。1918年6月開始，指揮部和哥薩克之間的不和日益升級。主要是烏克蘭哥薩克的「黑海派」和親俄羅斯的「防衛線派」的不和。前者反對依靠外部以保持自治權，以建立完全獨立庫班為目標。後者則仍然相信能重建「大俄羅斯國家」的夢想。

### 俄羅斯內戰
宣揚大俄羅斯主義的白軍視庫班哥薩克為分離主義者。科爾尼洛夫之後繼任白軍司令的安東·伊萬諾維奇·鄧尼金將軍逐漸引來了庫班哥薩克的不滿。拉達開始試圖和帕夫洛·斯科罗帕茨基的烏克蘭國結為聯邦同盟。在烏克蘭國崩潰之後，當一些在法國的格魯吉亞民主共和國外交人员宣佈该国从俄羅斯獨立之後，庫班即与其結盟。这时一些哥薩克人離開了政府，還有一些投向了紅軍。
1918年12月，庫班議会派出以第一委員長盧卡·博伊奇率領的庫班代表團參加1919年的巴黎和會。直到4月，庫班都要求爲了防止布爾什維克擴散，國際社會應承認庫班為獨立國家。同時，庫班還宣稱拒絕和鄧尼金的白軍合作。然而，這些并不能讓同盟國滿意。不過，庫班人民共和國和烏克蘭人民共和国、德意志帝國、奥斯曼帝国、格魯吉亞民主共和國、白俄罗斯人民共和国一樣，在法律上得到了承認。
鄧尼金與1919年11月6日知道了他被「叛變」一事之後，下令包圍拉達的辦公大樓。當時的阿塔曼亞歷山大·菲利莫諾夫及其支持者，10位拉達成員被逮捕。其中P·庫爾干斯基以叛國罪被公開處以絞刑。俄羅斯系的「防衛線派」支持鄧尼金，參加了戰鬥。1919年12月之後，鄧尼金敗北態勢日漸明朗，紅軍很可能將攻擊庫班。一些烏克蘭系「黑海派」的人士爲了重新組建拉達而退出志願軍，試圖和同樣爭取獨立的烏克蘭人民共和國及格魯吉亞民主共和國組成對布爾什維克的共同戰線。然而，1920年初時，紅軍佔領了庫班的大部份地區，庫班議會和鄧尼金都被驅逐出庫班。

## 後續影響
蘇聯和其繼承國俄羅斯的歷史學家們認為，庫班人民共和國決定和白軍斷絕關係的決定是俄羅斯內戰中具決定性的「叛變」行為。并認為這一行為是布爾什維克獲得最終勝利的關鍵性因素之一。
而烏克蘭的歷史學家則認為，庫班拉達曾試圖使庫班人民共和國和庫班哥薩克建立的烏克蘭結盟。庫班最後的總理瓦西里·伊萬尼斯曾支持帕夫洛·斯特洛帕德斯基採取更堅定的行動。另外，他們還主張如果納契夫將軍率領的烏克蘭人民共和國軍師團能來到庫班，烏克蘭或許將會成為反布爾什維克運動的中心。伊萬尼斯有同盟國的幫助，亞歷山大·高爾察克若能在東部同時展開行動的話，他們或許能重新奪回俄國。

## 備註
1. ↑  烏克蘭語羅馬化：Kubanska Narodna Respublika
2. ↑  俄語羅馬化：Kubanskaya Narodnaya Respiblika

### 引用
1. ↑  Minahan, James. . Greenwood Press. 2000. ISBN 0313309841.
2. 1 2  Kubijovyč, Volodymyr. . Toronto: University of Toronto Press. 1963: 790–793 （英语）.

### 网页
- Bilyi, Dmytro. . Virtualna Rus'. 2005  [2008-04-04]. （原始内容存档于2008-03-24） （乌克兰语）.
- . Haidamaka.   [2 008-04-04]. （原始内容存档于2016-12-24） （乌克兰语）.